# 地底人傳說 (魯凱族)
地底人傳說，是流傳於台灣魯凱族好茶部落和達魯瑪克部落的神話，講述魯凱族是如何從地底生活的一群人手裡取得小米、後來又是如何和地底人失去往來和聯絡的過程。

## 簡述
地底人們居住在地下世界（swadriadringi），他們外表跟地面上的人類似、卻每個人都長有一條尾巴，還對此感到很害羞，每當有部落的人來到地底就會坐在臼上把尾巴藏起來。地底人的食物相當奇特，不僅族人喝了他們的水後會拉出紅色圓形（或圓柱狀）的玉石、還擁有過去地表上完全沒有的豐富穀物，生活相當豐饒。

## 神話

### 竊粟
地底人雖然他們很樂意在族人來訪時用穀物招待，但他們堅決不讓族人帶走穀物種子，每當來訪的族人要離開時都會嚴格檢查，因為這是他們的禁忌，魯凱族的祖先們因為地表生活的困苦和擔心食物總有一天會用盡，於是在一次集體訪問地底人時把種子塞在各自的私處裡，才終於把穀物的種子帶回地上並開始種植，而地底人在知道這件事後也沒有生氣，反而主動開始跟族人交易。據說當時只要一粒小米就可以煮成一家人一餐要吃的分量、一小穗的話則可以組成一大鍋、一把的話更可以吃上一整年，但有一次因為阿茲基勞（Atsigirau）家族的人覺得每次都要煮太麻煩，就一口氣煮了大量的小米，結果小米從鍋子裡滿溢到整個屋子，燙死不少家裡的人、就算沒死的也變成了猴子。

### 孕婦化石
連接地底人的通道是一個位於人仔山（Adanasa）的洞穴（另一說法是在好茶部落垃圾場附近叫Tabulubulwane地方的一個洞口），進去後還要通過一條幾乎垂直的狹窄通道。而有一次某個孕婦在前往地底世界交易的時候，因為肚子太大而發出了痛苦的呻吟，結果就變成了一顆石頭堵住了洞口，使得族人就這樣跟地底人失去聯繫，而達魯瑪克部落的人也因此開始將人仔山視為禁地，除非把那顆石頭清除掉，不然他們不敢靠近當地、就算剛好經過也不敢笛子、連用手指著那裡也不敢。

#### 其他版本
好茶部落的版本認為，竊粟和化石神話是同一件事：過去地表上經常發生飢荒，孕婦因為家中已經沒有吃的了，於是在前往地底跟地底人交易的時候偷偷把各種穀物塞在身上的各個部位，其中一種味道很重的蠶豆（tavangulu）就是因為被他裝在肛門裡才會有那種異味，但因為爬回地表的過程太辛苦了，她忍不住大聲叫苦，就變成了石頭。